# Мартино, Элис
Э́лис Кэ́трин Марти́но (англ. Alice Katherine Martineau; 8 июня 1972, Лондон, Англия — 6 марта 2003, Кенсингтон, Лондон, Англия) — британская поп-певица и автор песен.

## Биография
Элис Кэтрин Мартино родилась в Лондоне 8 июня 1972 года. Там же она получила образование, с отличием окончив «Кингс-колледж». Будучи ребёнком она начала играть на фортепиано и флейте. В юности появилась страсть к написанию песен. Она брала уроки пения.

## Болезнь, последние годы жизни и смерть
Элис родилась с генетическим заболеванием муковисцидоза, которое вызывает проблемы с работой органов дыхания и работой желудочно-кишечного тракта.
Несмотря на сильное ухудшение здоровья в начале 2000-х Мартино активно работала, давала концерты. В 2002 году она сообщила британской газете «The Daily Telegraph», что ждёт тройной трансплантации (сердца, печени и лёгкого). В конце этого же года она подписала контракт с музыкальным лейблом Sony Music.
Работу над своим дебютным альбомом Daydreams (рус. Грёзы) Элис завершила быстро, так как большинство песен из альбома были записаны в течение последних трёх лет.
Её дебютный сингл «If I Fall» был выпущен 11 ноября 2002 года. Sony Music планировал выпустить второй сингл «The Right Time» 10 февраля 2003 года, но идея была отложена из-за плохого состояния здоровья певицы.
30-летняя Элис Мартино скончалась утром 6 марта 2003 года в своём доме, так и не дождавшись тройной трансплантации, которую ждала полтора года.
Документальный фильм о певице «9 жизней Элис Мартино» (англ. The Nine Lives of Alice Martineau) был снят за несколько месяцев до её смерти и вышел на BBC вскоре после её кончины.